# 50 kilomètres marche
Le 50 kilomètres marche est une épreuve de marche athlétique consistant à parcourir la distance de 50 km sur un circuit sur route. Elle ne doit pas être confondue avec l'épreuve de 50 000 m marche qui se court uniquement sur piste.
Le record du monde du 50 km marche est détenu depuis le 15 août 2014 par le Français Yohann Diniz (3 h 32 min 33 s) et depuis le 9 mars 2019 par la Chinoise Liu Hong (3 h 59 min 15 s).
L'épreuve est désormais supprimée du programme des championnats du monde d'athlétisme, des championnats du monde par équipes de marche et des Jeux olympiques. 

## Histoire
Cette épreuve est disputée la première fois aux Jeux olympiques de 1932. 
Jusqu'en 2016, la discipline est réservée uniquement aux hommes. Une athlète américaine peut cependant s'inscrire lors des Championnats du monde 2016 à Rome. À partir du 1er janvier 2017, l'épreuve est ouverte aux femmes. La Portugaise Inês Henriques est officiellement la 1re athlète à y détenir le record du monde féminin avec le temps de 4 h 8 min 26 s, réalisé le 15 janvier 2017.
À l'issue des Jeux de Tokyo, en 2021, le 50 km marche est supprimé du programme olympique, une épreuve mixte le remplaçant aux Jeux de Paris en 2024,.
La discipline est également supprimée des championnats du monde d'athlétisme et des championnats du monde par équipes de marche à compter de 2022. Elle est remplacée par une épreuve de 35 km pour les hommes et pour les femmes. 

## Records
Le parcours de 50 km est différent pour chaque course. Il s'agit le plus souvent de circuits en ville (Jeux olympiques ou championnats du monde d'athlétisme) comportant montées, descentes et plats. 

### Record du monde
Le record du monde du 50 km marche est détenu depuis le 15 août 2014 par le Français Yohann Diniz, en 3 h 32 min 33 s, lors des championnats d'Europe de Zurich, en Suisse.
Chez les femmes, il est détenu par la Chinoise Liu Hong depuis le 9 mars 2019, en 3 h 59 min 15 s.

### Records continentaux
| Continent                                                 |                 |                |                |               |                 |                 |
| Continent                                                 | Temps           | Athlète        | Nation         | Lieu          | Date            | Vitesse moyenne |
| --------------------------------------------------------- | --------------- | -------------- | -------------- | ------------- | --------------- | --------------- |
| Afrique (records)                                         | 3 h 53 min 9 s  | Marc Mundell   | Afrique du Sud | Dudince       | 20 mars 2021    |                 |
| Asie (records)                                            | 3 h 36 min 6 s  | Yu Chaohong    | Chine          | Nankin        | 22 octobre 2005 | 13,88 km/h      |
| Europe (records)                                          | 3 h 32 min 33 s | Yohann Diniz   | France         | Zurich        | 15 août 2014    | 14,11 km/h      |
| Amérique du Nord, Amérique centrale et Caraïbes (records) | 3 h 41 min 09 s | Erick Barrondo | Guatemala      | Dudince       | 23 mars 2013    | 13,57 km/h      |
| Océanie (records)                                         | 3 h 35 min 47 s | Nathan Deakes  | Australie      | Geelong       | 2 décembre 2006 | 13,90 km/h      |
| Amérique du Sud (records)                                 | 3 h 42 min 57 s | Andrés Chocho  | Équateur       | Ciudad Juárez | 6 mars 2016     |                 |

| Continent                                                 |                 |                 |                |           |                 |
| Continent                                                 | Temps           | Athlète         | Nation         | Lieu      | Date            |
| --------------------------------------------------------- | --------------- | --------------- | -------------- | --------- | --------------- |
| Afrique (records)                                         | 4 h 48 min 0 s  | Natalie Le Roux | Afrique du Sud | Taicang   | 5 mai 2018      |
| Asie (records)                                            | 3 h 59 min 15 s | Liu Hong        | Chine          | Huangshan | 9 mars 2019     |
| Europe (records)                                          | 4 h 4 min 50 s  | Eleonora Giorgi | Italie         | Alytus    | 19 mai 2019     |
| Amérique du Nord, Amérique centrale et Caraïbes (records) | 4 h 13 min 56 s | Mirna Ortiz     | Guatemala      | Guatemala | 24 février 2019 |
| Océanie (records)                                         | 4 h 9 min 33 s  | Claire Tallent  | Australie      | Taicang   | 5 mai 2018      |
| Amérique du Sud (records)                                 | 4 h 11 min 12 s | Johana Ordoñez  | Équateur       | Lima      | 11 août 2019    |

## Palmarès olympique et mondial
| Compétition   | Hommes               | Femmes         |
| ------------- | -------------------- | -------------- |
| Jeux 1932     | Thomas William Green |                |
| Jeux 1936     | Harold Whitlock      |                |
| Jeux 1948     | John Ljunggren       |                |
| Jeux 1952     | Giuseppe Dordoni     |                |
| Jeux 1956     | Norman Read          |                |
| Jeux 1960     | Don Thompson         |                |
| Jeux 1964     | Abdon Pamich         |                |
| Jeux 1968     | Christoph Höhne      |                |
| Jeux 1972     | Bernd Kannenberg     |                |
| Jeux 1980     | Hartwig Gauder       |                |
| Mondiaux 1983 | Ronald Weigel        |                |
| Jeux 1984     | Raúl González        |                |
| Mondiaux 1987 | Hartwig Gauder       |                |
| Jeux 1988     | Vyacheslav Ivanenko  |                |
| Mondiaux 1991 | Aleksandr Potashov   |                |
| Jeux 1992     | Andrey Perlov        |                |
| Mondiaux 1993 | Jesús Ángel García   |                |
| Mondiaux 1995 | Valentin Kononen     |                |
| Jeux 1996     | Robert Korzeniowski  |                |
| Mondiaux 1997 | Robert Korzeniowski  |                |
| Mondiaux 1999 | Ivano Brugnetti      |                |
| Jeux 2000     | Robert Korzeniowski  |                |
| Mondiaux 2001 | Robert Korzeniowski  |                |
| Mondiaux 2003 | Robert Korzeniowski  |                |
| Jeux 2004     | Robert Korzeniowski  |                |
| Mondiaux 2005 | Sergey Kirdyapkin    |                |
| Mondiaux 2007 | Nathan Deakes        |                |
| Jeux 2008     | Alex Schwazer        |                |
| Mondiaux 2009 | Trond Nymark         |                |
| Mondiaux 2011 | Denis Nizhegorodov   |                |
| Jeux 2012     | Jared Tallent        |                |
| Mondiaux 2013 | Robert Heffernan     |                |
| Mondiaux 2015 | Matej Tóth           |                |
| Jeux 2016     | Matej Tóth           |                |
| Mondiaux 2017 | Yohann Diniz         | Inês Henriques |
| Mondiaux 2019 | Yūsuke Suzuki        | Liang Rui      |
| Jeux 2020     | Dawid Tomala         |                |